# Jan Farský
Jan Farský (ur. 11 lipca 1979 w Turnovie) – czeski polityk, prawnik i samorządowiec, członek Izby Poselskiej, deputowany do Parlamentu Europejskiego X kadencji.

## Życiorys
Z wykształcenia prawnik, w 2002 ukończył studia na Uniwersytecie Masaryka. Od 1999 zajmował się własną działalnością gospodarczą. Pracował też w kancelarii adwokackiej i przedsiębiorstwie Škoda Auto. Od 2005 do 2006 był doradcą czeskiego wicepremiera.
Od 2002 wybierany na radnego miasta Semily, w latach 2006–2014 zajmował stanowisko burmistrza tej miejscowości. Objął w międzyczasie mandat radnego kraju libereckiego. W 2008 współtworzył działającą w tym regionie partię Burmistrzowie Kraju Libereckiego (SLK). Do 2009 pełnił funkcję jej przewodniczącego, następnie został wiceprzewodniczącym tego ugrupowania.
W wyborach w 2010 i 2013 uzyskiwał mandat deputowanego do Izby Poselskiej z ramienia partii TOP 09.
Gdy w 2017 ogólnokrajowe ugrupowanie samorządowców Burmistrzowie i Niezależni zdecydowało się wystawić odrębną listę wyborczą, Jan Farský został liderem jego komitetu wyborczego. W wyborach uzyskał wówczas ponownie mandat poselski. Również w 2021 z powodzeniem ubiegał się o reelekcję. Zrezygnował z mandatu w 2022 w związku z wyjazdem na staż naukowy do USA.
W 2024 z ramienia Burmistrzów i Niezależnych został wybrany do Europarlamentu X kadencji.